# Остров (Большедворское сельское поселение)
Остров — деревня в Большедворском сельском поселении Бокситогорского района Ленинградской области.

## История
Деревня Остров упоминается на специальной карте западной части России Ф. Ф. Шуберта 1844 года.

ОСТРОВ (ОСТРОВОК) — деревня Мулевского общества, прихода Тихвинского Введенского монастыря. Ручей Чёрный. 

Крестьянских дворов — 9. Строений — 24, в том числе жилых — 12. 

Число жителей по семейным спискам 1879 г.: 22 м. п., 30 ж. п.; по приходским сведениям 1879 г.: 26 м. п., 27 ж. п.

В конце XIX века — начале XX века деревня административно относилась к Большедворской волости 3-го земского участка 1-го стана Тихвинского уезда Новгородской губернии.

ОСТРОВ — деревня Мулевского общества, дворов — 12, жилых домов — 12, число жителей: 51 м. п., 38 ж. п.
 
Занятия жителей — земледелие, лесные заработки. Речка Чёрная. 5 кузниц. (1910 год)

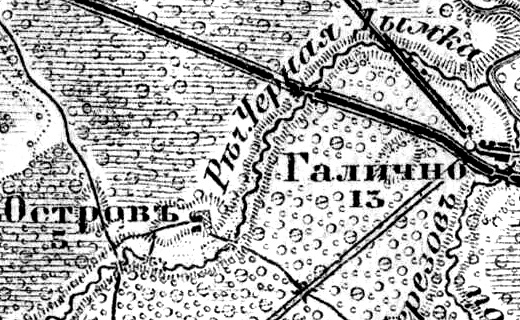
Деревня Остров на карте 1913 года

Согласно карте Новгородской губернии 1913 года, деревня насчитывала 5 крестьянских дворов.
По данным 1933 года деревня Остров входила в состав Галичского сельсовета Тихвинского района.
По данным 1966 и 1973 годов деревня Остров входила в состав Галичского сельсовета Бокситогорского района.
По данным 1990 года деревня Остров входила в состав Большедворского сельсовета.
В 1997 году в деревне Остров Большедворской волости проживали 2 человека, в 2002 году — 6 человек (все русские).
В 2007 году в деревне Остров Большедворского СП проживал 1 человек, в 2010 году — 3.

## География
Находится в северо-западной части района к югу от автодороги А114 (Новая Ладога — Вологда).
Расстояние до административного центра поселения — 12 км.
Расстояние до ближайшей железнодорожной платформы Остров — 3 км. 
Деревня находится на левом берегу ручья Чёрная Дымка.

## Демография
| 1997 | 2002 | 2007 | 2010 | 2017 |
| ---- | ---- | ---- | ---- | ---- |
| 2    | ↗6   | ↘1   | ↗3   | ↘1   |